# فالبارايسو (ساسكتشوان)
فالبارايسو (بالإنجليزية: Valparaiso, Saskatchewan)‏ هي منطقة سكنية تقع في كندا في ساسكاتشوان. يقدر عدد سكانها بـ 20 نسمة ومساحتها 0.69 كم2 .